# Raïon de Bolhrad
 (octobre 2019).
Si vous disposez d'ouvrages ou d'articles de référence ou si vous connaissez des sites web de qualité traitant du thème abordé ici, merci de compléter l'article en donnant les références utiles à sa vérifiabilité et en les liant à la section « Notes et références ».
Le raïon de Bolhrad est une subdivision administrative de l'Ukraine, située dans l'oblast d'Odessa et dans la région historique du Boudjak. Le centre administratif est situé à Bolhrad.

## Géographie physique
| Moldavie      | Moldavie         | Raïon de Taroutyné |
| Moldavie      | raïon de Bolhrad | Raïon d'Artsyz     |
| Raïon de Réni | Raïon d'Izmaïl   | Raïon d'Izmaïl     |

Le district est situé dans la partie sud-ouest de l'oblast d'Odessa distante de 230 km. De forme oblongue sur un axe nord-est sud-ouest, il est bordé sur la moitié nord par la frontière avec la Moldavie ; il est constitué d'une plaine côtière en pente douce dans le sens nord-sud, traversée par quatre affluents du Danube, le Yalpouh prolongé par un liman de 15 km de long, le Tachbounar, le Velykyï Katlabouh et le Malyï Katlabouh, les trois dernières entrecoupées de plusieurs lacs.
La végétation naturelle, poussant sur des terres noires, est de type steppique.
Le district abrite deux parcs naturels paysagers locaux ainsi qu'une réserve entomologique.
La région se caractérise par un climat continental tempéré avec des températures annuelles élevées et des précipitations importantes (moyenne annuelle de 480 mm). Avec la réforme administrative de 2020, le raïon nouveau a absorbé les anciens raïons de  Bolhrad, Artsyz et Taroutyné.

## Communications
Le raïon ne comporte pas de réseau ferroviaire en activité. Les gares les plus proches sont situées à Izmaïl, Kotlaboukh, Dzynilor et Hlavani. Au nord de Bolhrad (gare de Bolhrad/Tabaky) passe l'ancienne ligne transfrontalière Réni-Artsyz inactive depuis la fin de l'URSS.
Il ne compte pas d'axe routier internationaux ou nationaux. Des routes régionales relient Bolhrad à la E 87 (Odessa - Constanţa) vers Réni au sud-ouest, Izmaïl au sud, Kyrnytchky (direction d'Odessa) à l'est, à une quarantaine de kilomètres dans ces trois directions. Ce positionnement peut varier selon les localités car le chef-lieu est excentré dans son district.
Les quatre postes frontières routiers moldavo-ukrainiens sont ceux de Vynohradivka-Vulcăneşti Gară vers Vulcănești et le sud de la Moldavie, Tabaky-Mirnoe vers Comrat et Chișinău, Zaliznytchné-Cairaclia et Novi Troïany-Ceadîr Lunga (deux dessertes locales).

## Géographie humaine
La population est de 67 214 habitants, soit une densité de 51 habitants au km². Le raïon comprend 19 structures administratives  (1 ville et 18 communes rurales) à savoir (les données sont de 2001, sauf indication contraire) :
| Nom           | Population     | Type | Localités rattachées       | Remarque                                                                      |
| ------------- | -------------- | ---- | -------------------------- | ----------------------------------------------------------------------------- |
| Bolhrad       | 15 044 en 2019 | V    |                            | à 49 % russe, à 33 % bulgare, à 14 % ukrainien, à 2 % gagaouze                |
| Bannivka      | 1211           | CR   |                            | à 89 % bulgare, à 5 % russe, à 4 % ukrainien                                  |
| Dmytrivka     | 4806           | CR   |                            | à 96 % gagaouze, à 3 % bulgare                                                |
| Holytsia      | 1506           | CR   |                            | à 92 % bulgare, à 3 % ukrainien, à 3 % russe                                  |
| Horodnié      | 5104           | CR   |                            | à 94 % bulgare, à 3 % russe                                                   |
| Kaltchéva     | 3536           | CR   |                            | à 94 % bulgare, à 2 % russe, à 2 % ukrainien                                  |
| Karakourt     | 2707           | CR   | Novyï Karakourt (inhabité) | à 48% albanais, à 18 % bulgare, à 15 % russe, à 11 % gagaouze                 |
| Koubéï        | 6544           | CR   |                            | à 62 % bulgare, à 27 % gagaouze, à 9 % russe, à 2 % ukrainien                 |
| Krynytchné    | 4590           | CR   | Rossa                      | à 88 % bulgare, à 8 % russe, à 2 % ukrainien                                  |
| Novi Troïany  | 4234           | CR   |                            | à 96 % bulgare, à 2 % russe                                                   |
| Oksamytné     | 1368           | CR   | Topolyné                   | à 53 % russe, à 19 % bulgare, à 10 % gagaouze, à 9 % ukrainien, à 7 % moldave |
| Oleksandrivka | 2457           | CR   |                            | à 89 % gagaouze, à 4 % russe, à 3 % bulgare                                   |
| Orikhivka     | 2426           | CR   |                            | à 94 % bulgare, à 2 % ukrainien, à 2 % russe                                  |
| Tabaky        | 2498           | CR   |                            | à 78 % bulgare, à 9 % russe, à 7 % gagaouze, à 3 % ukrainien                  |
| Vassylivka    | 3902           | CR   |                            | à 95 % bulgare, à 2 % russe, à 2 % ukrainien                                  |
| Vladytchen    | 1263           | CR   |                            | à 74 % bulgare, à 12 % russe, à 5 % gagaouze, à 5 % ukrainien                 |
| Vynohradivka  | 3923           | CR   |                            | à 86 % gagaouze, à 7 % russe, à 3 % bulgare, à 2 % ukrainien                  |
| Vynohradné    | 2144           | CR   |                            | à 95 % bulgare, à 2 % ukrainien, à 2 % russe                                  |
| Zaliznytchné  | 3487           | CR   |                            | à 76 % bulgare, à 12 % russe, à 5 % gagaouze, à 3 % ukrainien                 |

- Nationalités représentées : Bulgares (61 %), Gagaouzes (19 %), Russes (8 %), Ukrainiens (8 %)[4],[note 2] .

Les principaux secteurs d'emploi sont l'agriculture (dont la viticulture), l'industrie alimentaire et les services.

## Éducation, culture
Le district compte 24 établissements scolaires secondaires. Le français est enseigné dans les établissements no 2, no 3 et le lycée-école spécialisé de Bolhrad, dans ceux de Koubeï, Krynytchné, Novi Troïany et Vynohradivka, soit à 6 % des élèves scolarisés dans le raïon (en 2017) ; un internat adapté (trouble de l'audition) complète l'offre de formation.
Le raïon abrite un musée régional d'histoire à Bolhrad et 2 musées ethnologiques à Horodnié et Koubeï (bulgares). Il dispose d'une grande richesse ethnologique, les traditions culturelles se transmettent au sein de nombreuses associations dans chaque agglomération.

## Galerie
La cathédrale de la Transfiguration de Bolgrad centre de l'éparchie d'Odessa-Izmaïl.

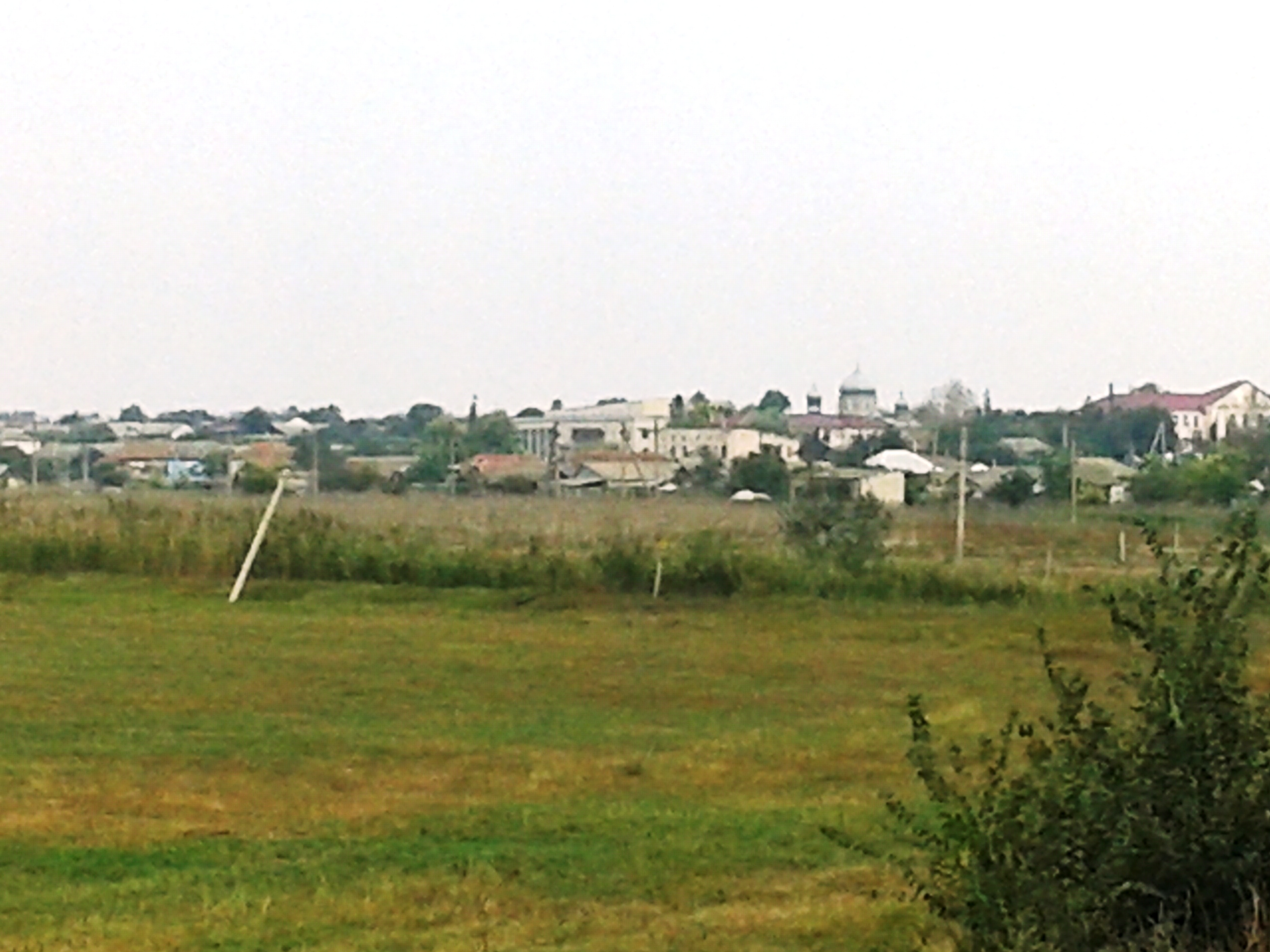
Vue de Bannivka.
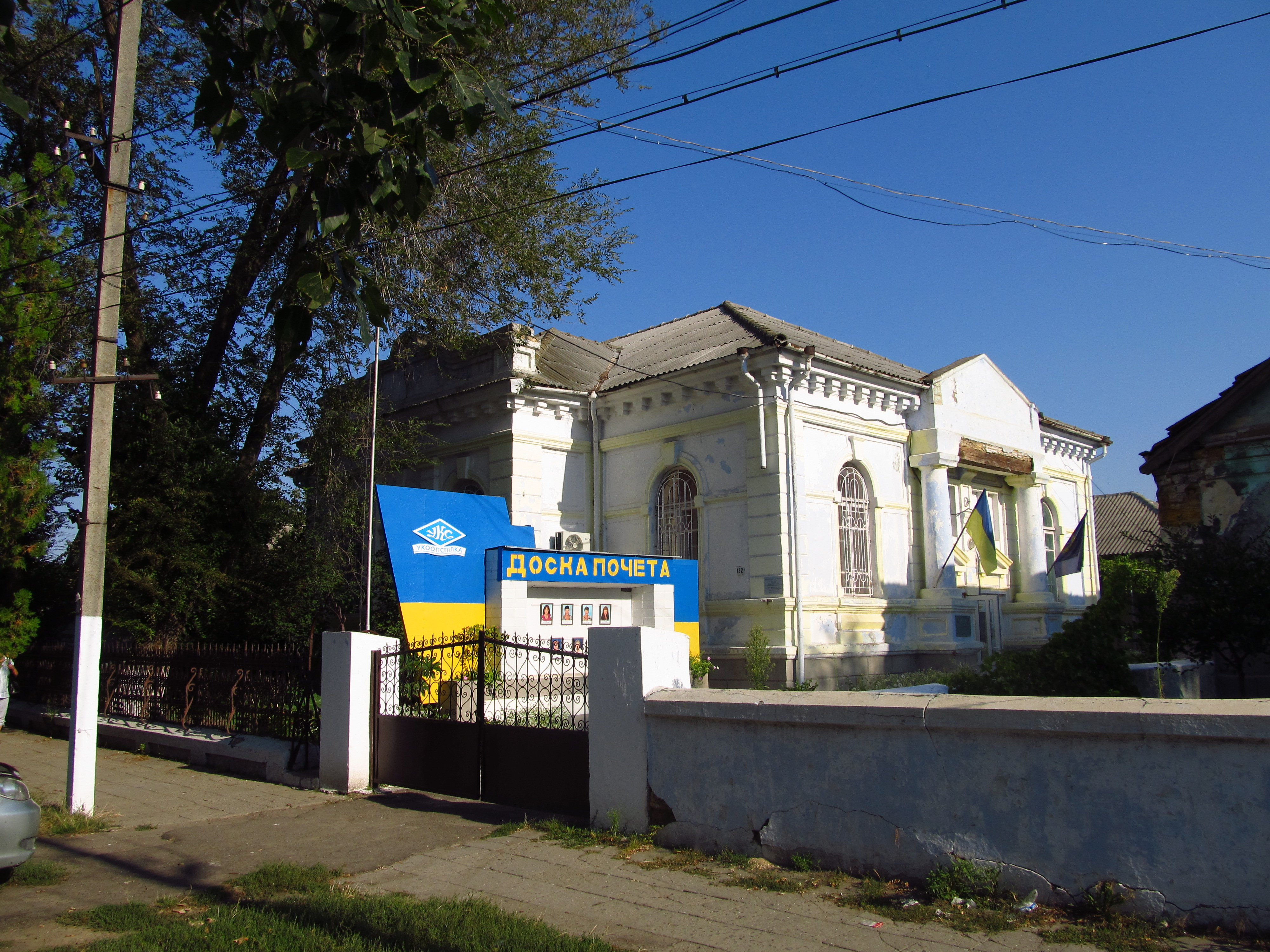
Manoir du XIXe classé[6].
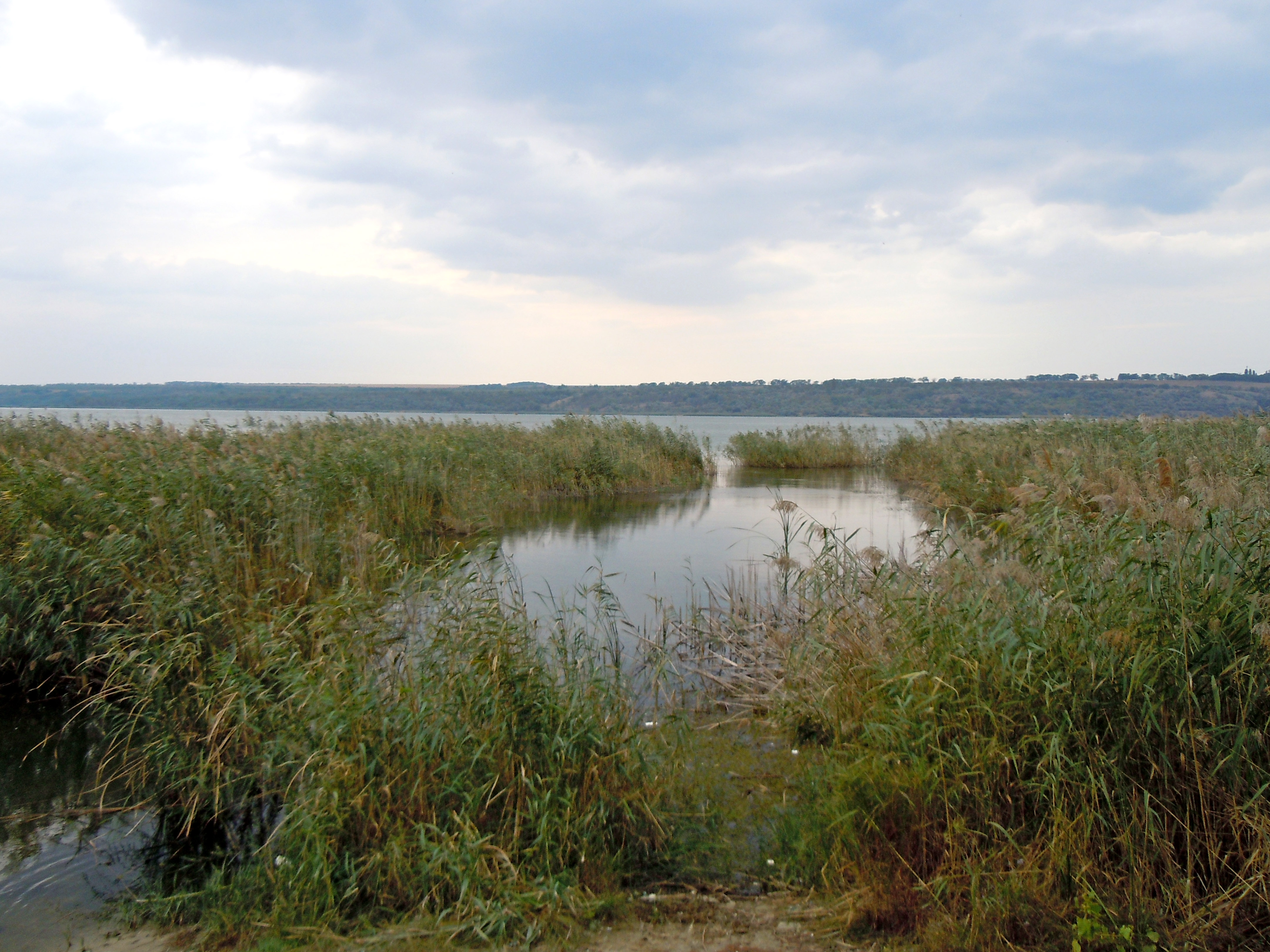
Rive du lac Yalpouh.
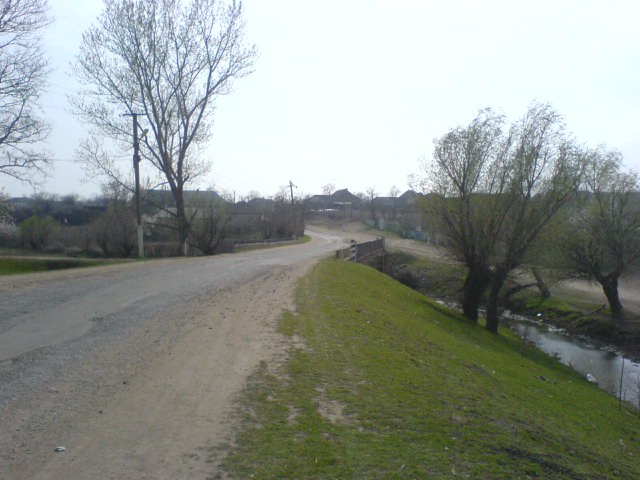
Rue centrale, Vladytchen.
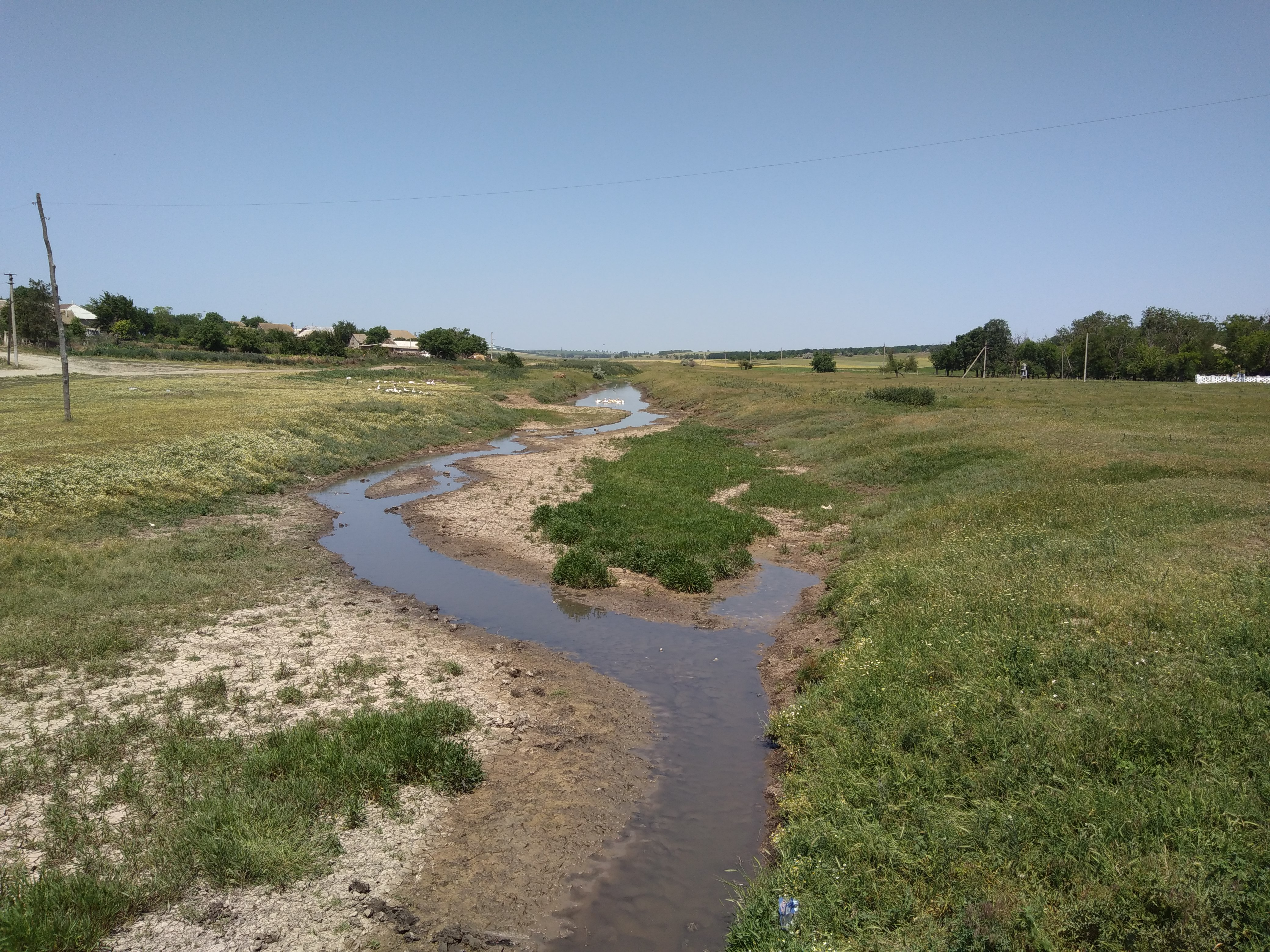
Vallée du Malyï Katlabouh.
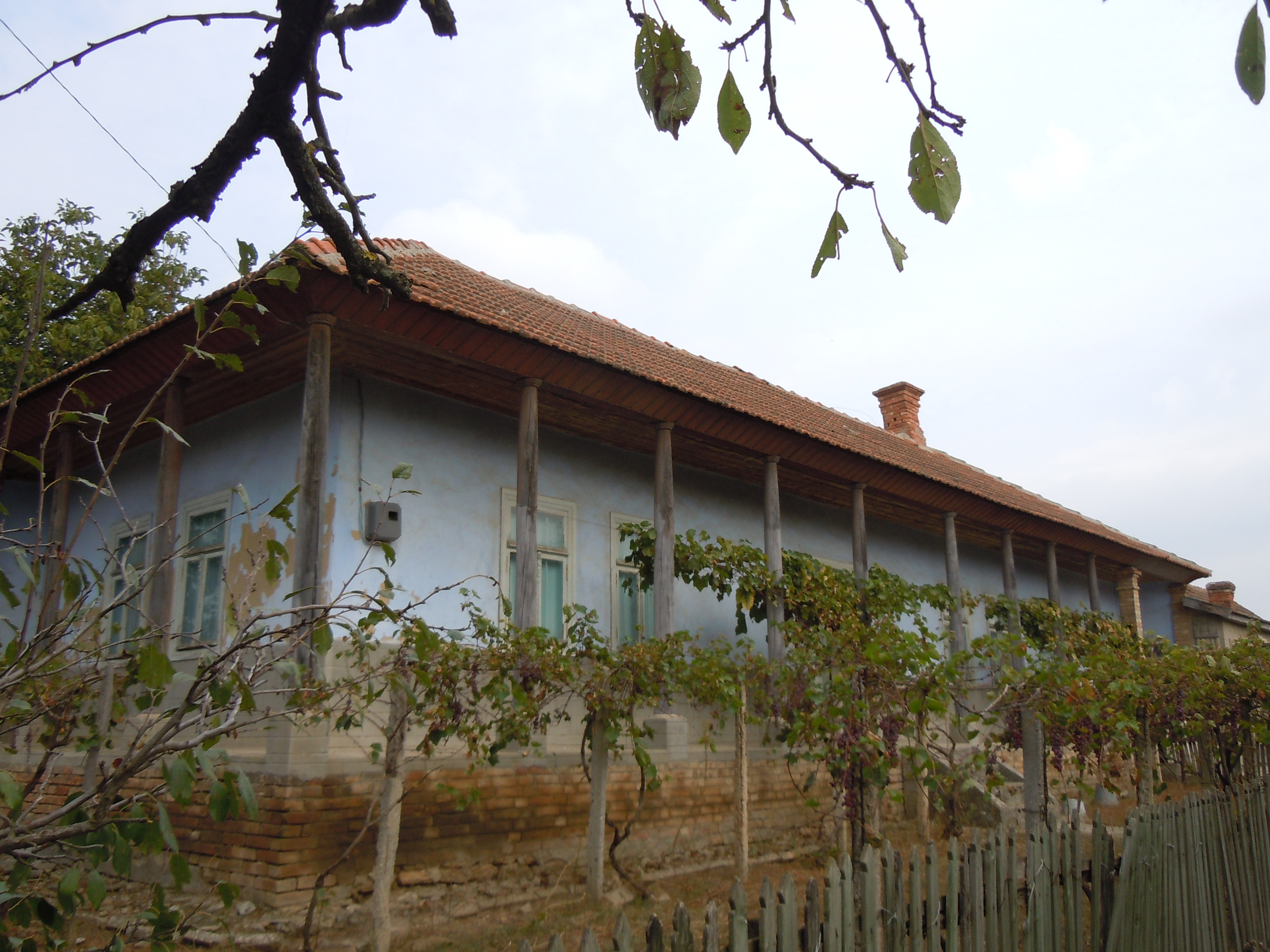
Karakurt, maison albanaise.
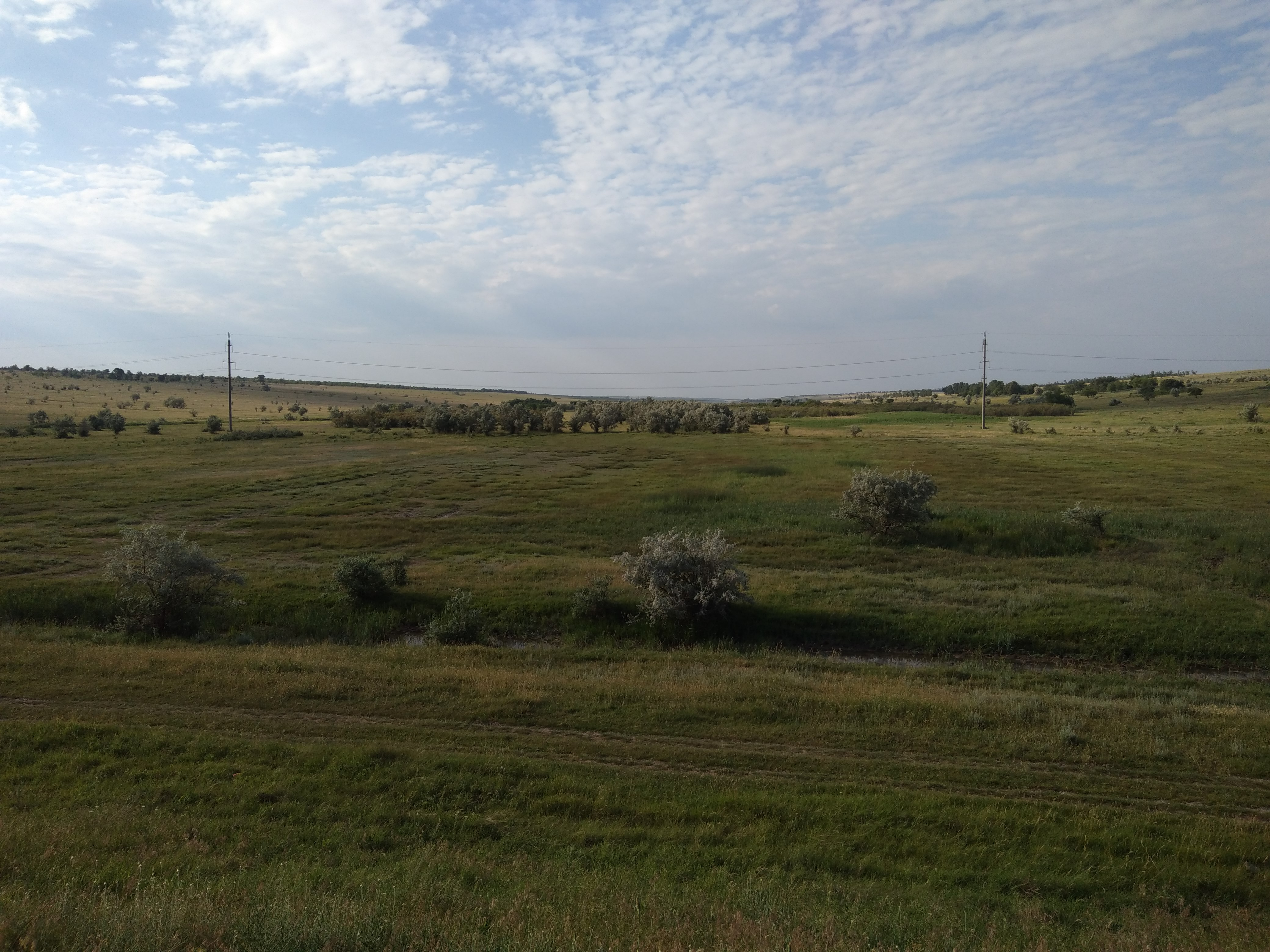
Vue près de Horodné.
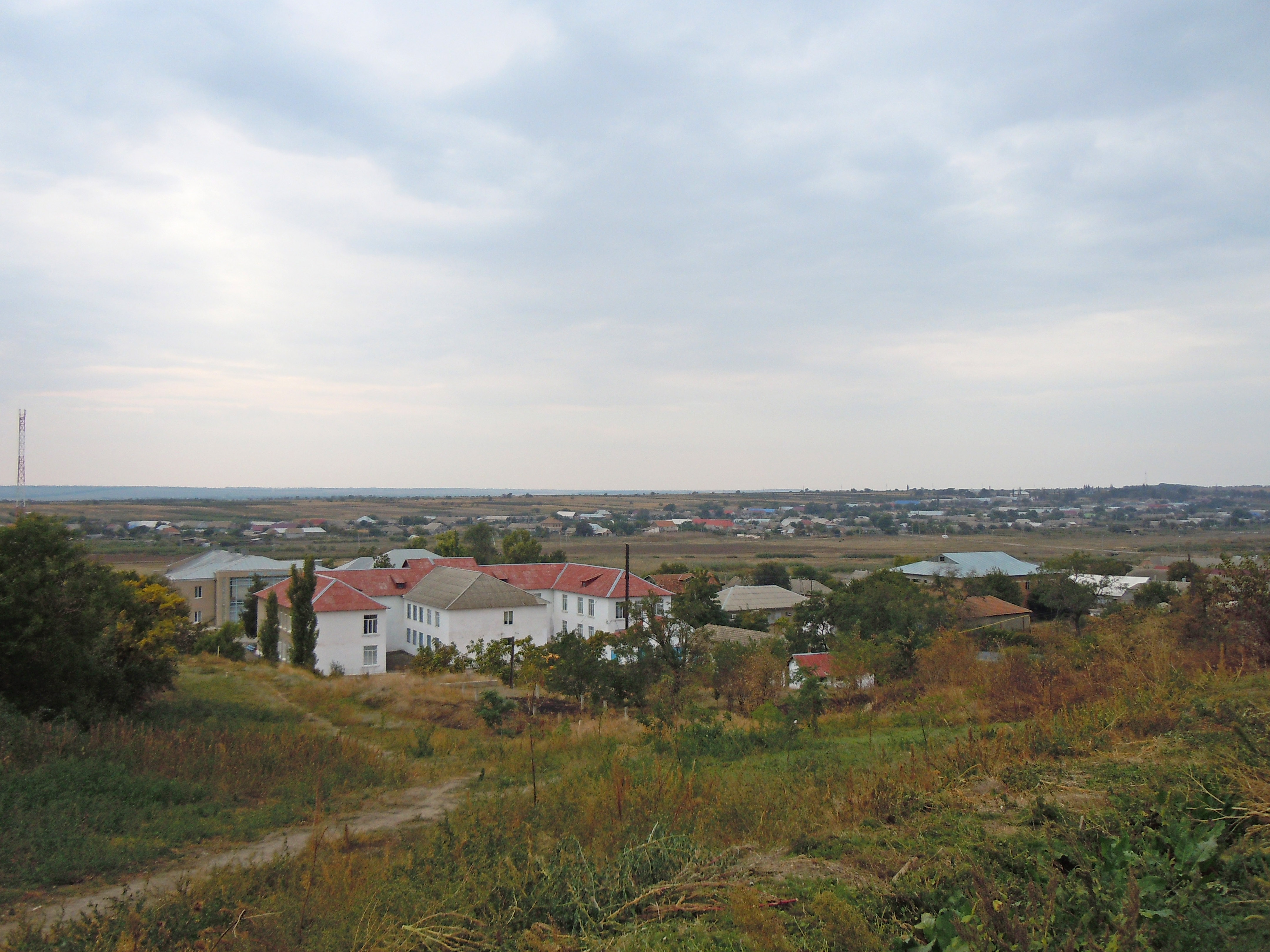
Abords de Krynytchné.
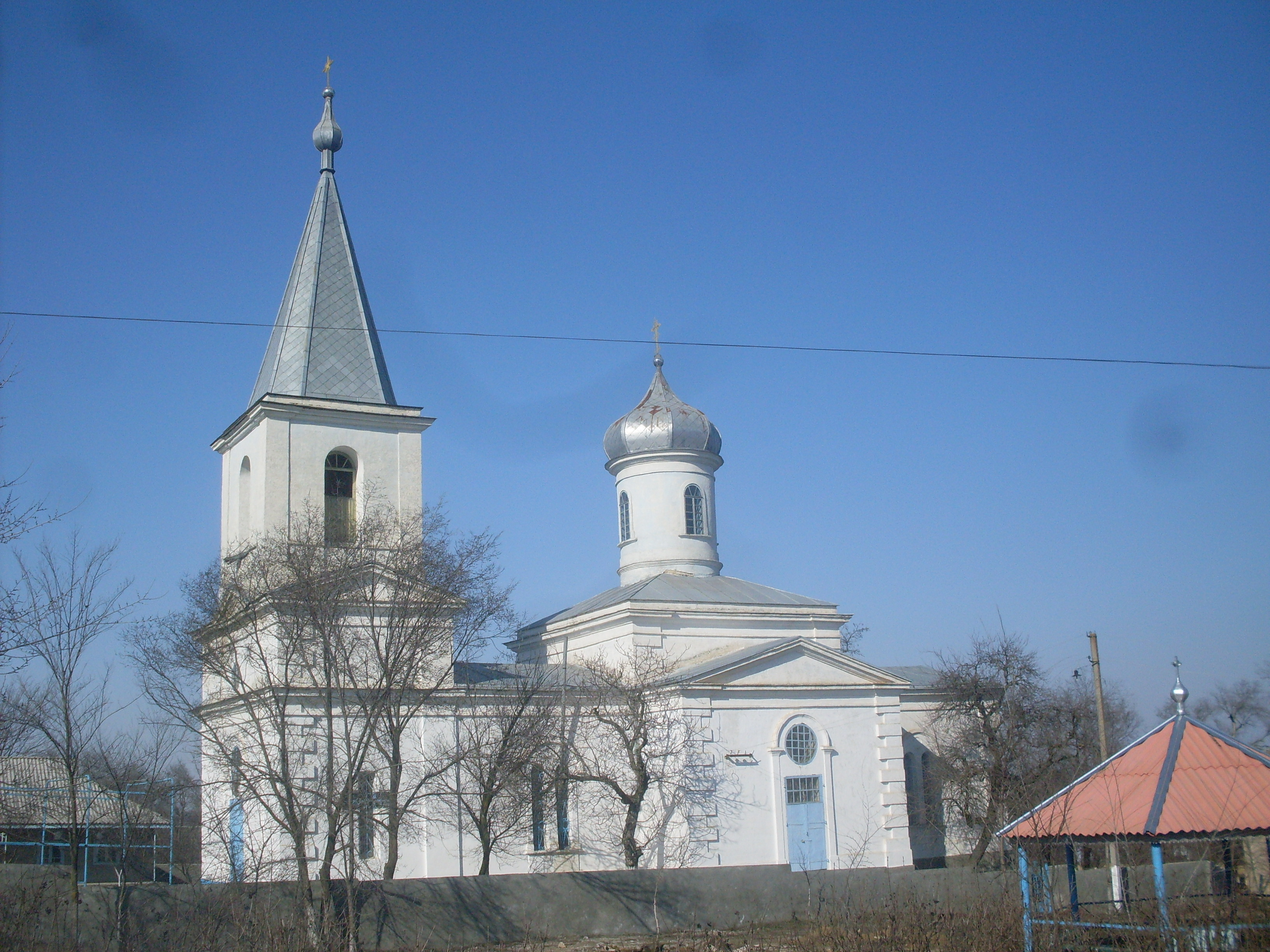
Eglise de la Dormition classée[7].